# Scyllarides brasiliensis
Scyllarides brasiliensis е вид десетоного от семейство Scyllaridae. Видът не е застрашен от изчезване.

## Разпространение и местообитание
Разпространен е в Американски Вирджински острови, Ангуила, Антигуа и Барбуда, Аруба, Барбадос, Бонер, Бразилия, Британски Вирджински острови, Гваделупа, Гренада, Доминика, Кюрасао, Мартиника, Монсерат, Саба, Свети Мартин, Сейнт Винсент и Гренадини, Сейнт Китс и Невис, Сейнт Лусия, Сен Бартелми, Сен Естатиус, Синт Мартен и Тринидад и Тобаго.
Среща се на дълбочина около 63 m.